# Nikolai Onufrijewitsch Losski

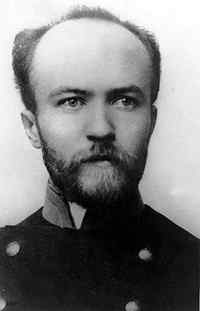
Nikolai Onufrijewitsch Losski (um 1900)

Nikolai Onufrijewitsch Losski (russisch Никола́й Ону́фриевич Ло́сский; * 24. Novemberjul. / 6. Dezember 1870greg. Krāslava, Gouvernement Witebsk; † 24. Januar 1965 in Sainte-Geneviève-des-Bois bei Paris) war ein russischer Philosoph, Theologe und Logiker. Er war Vertreter einer intuitionistischen Erkenntnistheorie und stark von der russisch-orthodoxen Kirche beeinflusst.

## Biografie
Losski war von 1901 bis 1905 im Deutschen Kaiserreich und führte philosophische Studien bei Wilhelm Windelband in Strassburg, Wilhelm Wundt in Leipzig und Georg Elias Müller in Göttingen durch. Nach seiner Rückkehr in das Russische Reich wurde er Privat-Dozent. Im Zuge der Russischen Revolution von 1905 trat er der Konstitutionell-Demokratischen Partei Russlands (Kadetten) bei. Er erhielt 1907 den Doktortitel der Philosophie und wurde bald darauf Assistenzprofessor der Philosophie an der Universität Sankt Petersburg. 1916 wurde er vollwertiger Professor.
Nach der Machtübernahme der Bolschewiki im Jahr 1917 begann er sich verstärkt für ein religiöses und geistiges Wiedererwachen in Sowjetrussland einzusetzen, während er gleichzeitig die Gewaltexzesse des Russischen Bürgerkriegs kritisierte. Er überlebte mit Glück einen Fahrstuhlunfall, der ihn dazu veranlasste, sich zu seinem Russisch-Orthodoxen Glauben zu bekennen und die Kirche unter Leitung von Pawel Alexandrowitsch Florenski offen zu unterstützen. Daraufhin verlor Losski auf Betreiben des GPU seine Professorenstelle, wurde als „ideologisch schädlich“ bezeichnet und im November 1922 mit einem der sogenannten Philosophenschiffe aus Sowjetrussland ausgewiesen.
Er wurde von Tomáš Masaryk an die Russische Universität in Prag eingeladen und wurde dort Teil einer Gruppe von ausgebürgerten russischen Philosophen, der unter anderen Nikolai Berdjajew, Sergei Bulgakow und Peter Struve angehörten. Von 1942 bis 1945 lehrte Losski an der Universität Bratislava.
Losski floh 1945 nach Paris und hielt Vorlesungen am Institut de Théologie Orthodoxe Saint-Serge. 1947 nahm er eine Professur für russisch-orthodoxe Theologie im St. Vladimir’s Orthodox Theological Seminary in New York an. 1961 kehrte er nach dem Tod seines Sohnes Vladimir Lossky nach Frankreich zurück. 1965 starb er dort nach langer Krankheit.

## Schriften
- Die Grundlegung des Intuitivismus Обоснование интуитивизма (1906)
  - deutsch: Die Grundlegung des Intuitivismus eine propädeutische Erkenntnistheorie 1908
- Die Welt als organisches Ganzes Мир как органическое целое (1917)
- Handbuch der Logik; (deutsche Übersetzung von W. Sesemann) B.G. Teubner Verlag Berlin Leipzig 1927
- Dostojewski und seine christliche Weltanschauung Достоевский и его христианское мировоззрение (1945)
- Istorija russkoi filossofii История русской философии; 1951 (Geschichte der russischen Philosophie, online)
  - (englisch) History of Russian Philosophy. George Allen and Unwin, London 1952 (online)